# Chlorogenia cholerota
Chlorogenia cholerota là một loài bướm đêm thuộc phân họ Arctiinae, họ Erebidae.